# Часовня Александра Невского (Таганрог)
Часовня Александра Невского — часовня, построенная в Таганроге в 2008 году на городском Мариупольском кладбище.

## История
Часовня Александра Невского была воздвигнута в 2008 году, в ознаменование 65-летия освобождения Ростовской области и Таганрога, по инициативе настоятеля Свято-Троицкого прихода протоиерея Тимофея Фетисова на Мариупольском кладбище Таганрога.
Освящена часовня была 30 августа 2008 года, к 65-летию освобождения Таганрога от немецко-фашистских захватчиков. Была совершена панихида по павшим воинам-освободителям. Благочинный Таганрогского округа протоирей Александр Клюнков передал в дар часовне икону святого благоверного князя Александра Невского.
По мнению таганрогских краеведов, часовня Александра Невского является первым на Северном Кавказе и седьмым в России мемориальным храмом — церковным памятником российскому воинству.
9 мая 2011 года при часовне была освящена звонница с колоколом, построенная специально ко Дню Победы.
В 2015 году рядом с часовней Александра Невского был похоронен настоятель Свято-Георгиевского храма в Таганроге, ветеран Великой Отечественной войны Ариан Пневский.
7 ноября 2017 года казаки Таганрога отслужили в часовне Александра Невского отслужили панихиду по всем жертвам братоубийственной гражданской войны, почтив память погибших красных и белых казаков.